# Izvor (Babušnica)
Pour les articles homonymes, voir Izvor.
Izvor (en serbe cyrillique : Извор) est un village de Serbie situé dans la municipalité de Babušnica, district de Pirot. Au recensement de 2011, il comptait 210 habitants.
Izvor est situé sur les bords de la Lužnica, un affluent de la Vlasina.

## Démographie
| 1948 | 1953 | 1961 | 1971 | 1981 | 1991 | 2002 | 2011 |
| ---- | ---- | ---- | ---- | ---- | ---- | ---- | ---- |
| 967  | 923  | 717  | 592  | 439  | 344  | 263  | 210  |

|  |